# Patria (Vysoké Tatry)
Patria je první vrchol v hřebeni Bašt, oddělujícím Mlynickou dolinu od Mengusovské doliny o nadmořské výšce 2203 m. Poskytuje pěkný výhled, ale je málo navštěvovaná. Ze strany Mlynické doliny má suťovité úbočí, schůdné ale únavné. Chodecký je i sotva znatelný chodník od Triganu na magistrále, který byl kdysi značený. V zimě Patria nabízí skialpinistům rozsáhlé lyžařské svahy.

## Topografie
Od Malé Bašty ji odděluje sedlo nad Skokom. V hřebeni, který klesá k magistrále, je nevýrazná vyvýšenina Plece Patrie. Ještě níže, v pásmu kosodřeviny se nachází hrb zvaný Trigan, tak je označeno i místo v lese, kde magistrála v úseku Štrbské pleso - Popradské pleso prochází přes hřeben. Ve strmém žlebu pod Plecom směrem do Mengusovské doliny se tyčí štíhlá věž Ihla v Patrii. V masivu Patrie nad Mlynickou dolinou jsou dvě okrajové stěny vysoké 100 až 120 metrů Veža pod Skokom (1860 m) a Stena pod Skokom.

## Horolezectví
Několik cest existuje z Mengusovské doliny, v zimě lavinózní. Zajímavá je nakloněná Ihla v Patrii. V roce 1929 na ni vystoupila Vlasta Štáflová a A. Škarvan, jeden čas se nazývala Veža Vlasty. Nejvíce lezení poskytuje Veža a Stena pod Skokem, „nelze se ubránit myšlence, že připomínají cvičné skály, i když ve vysokohorském prostředí“ (Puškáš).

## Galerie

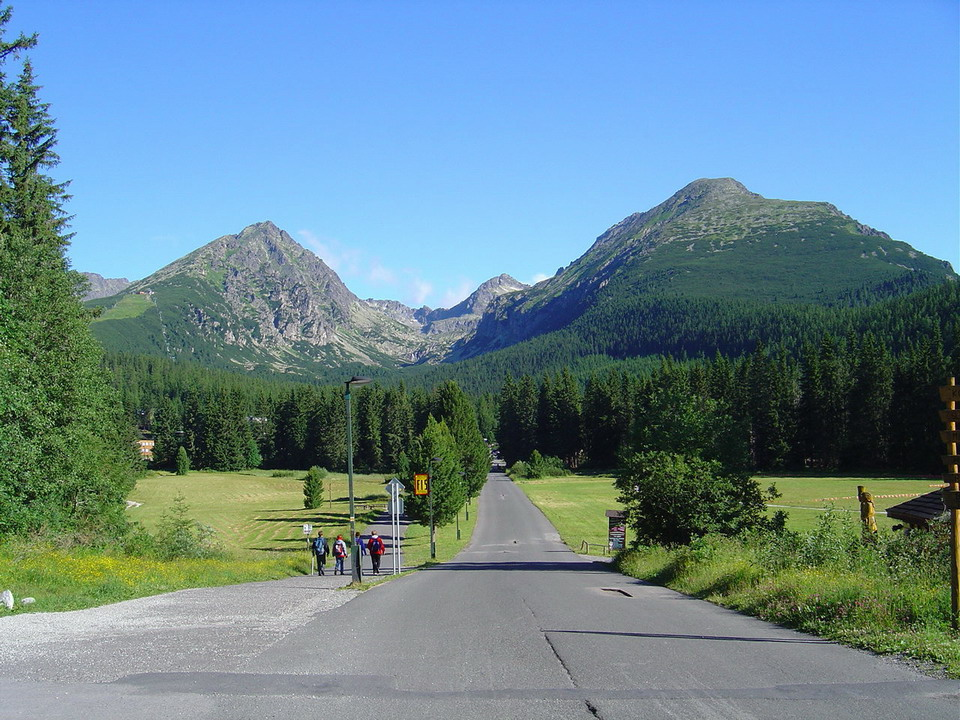
Mlynická dolina, vlevo Predné Solisko, vpravo Patria.
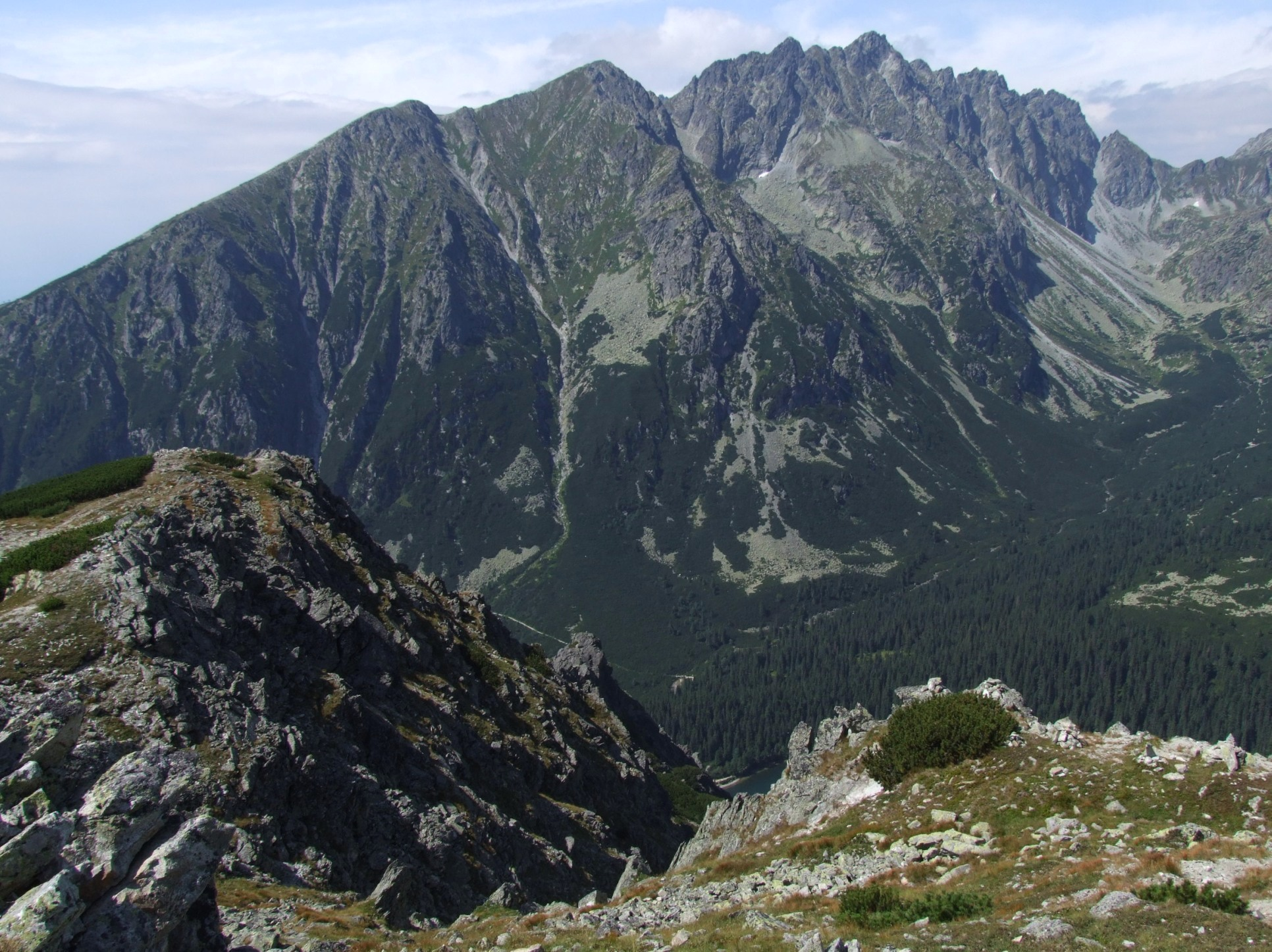
Hrebeň Bášt z Ostrvy, Patria vlevo.
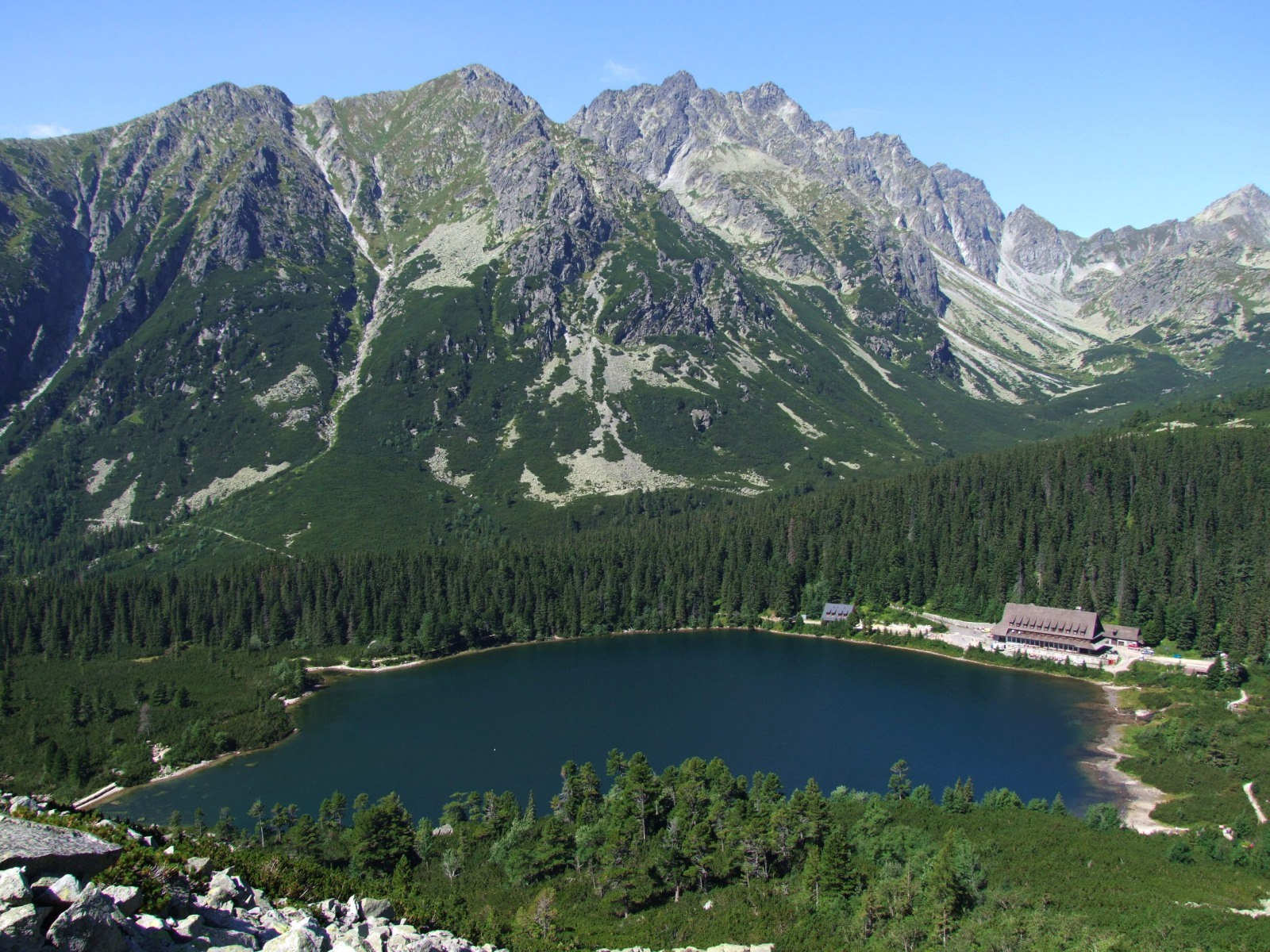
Popradské pleso, hřeben Bašt, vpravo Kôprovský štít.
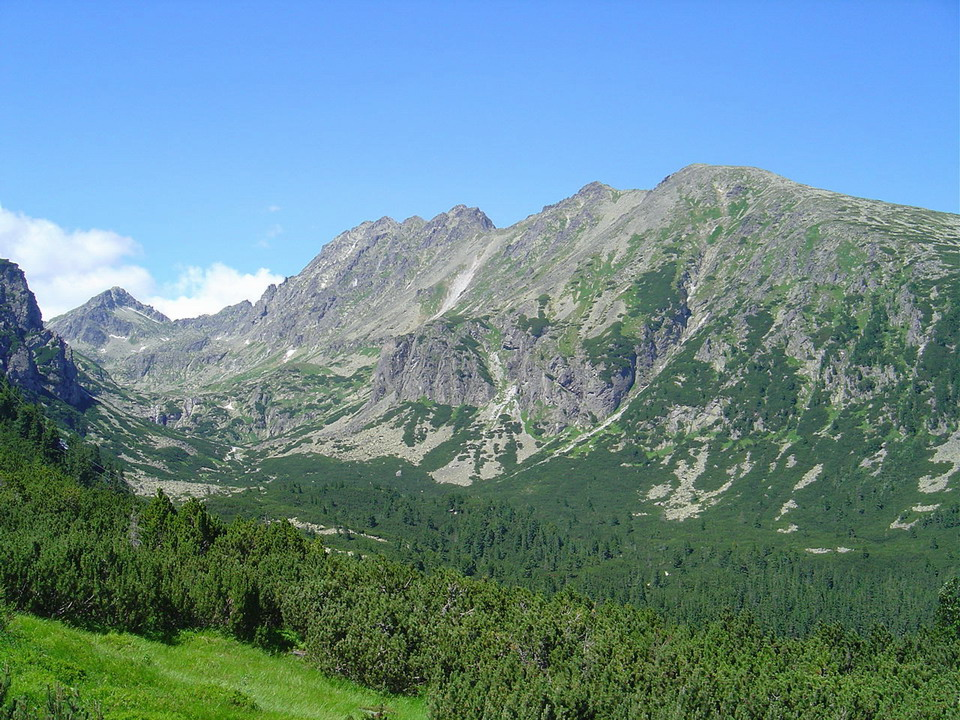
Vlevo Štrbský štít, vpravo Patria, pod ní dole skály Veže a Steny pod Skokom.